# Karen Dionne
Pour les articles homonymes, voir Dionne.
Karen Dionne, née en 1953 à Akron en Ohio, est une femme de lettres américaine, auteure de roman policier.

## Biographie
En 2008, Karen Dionne publie son premier roman, Freezing Point. En 2017, elle fait paraître La Fille du roi des marais (The Marsh King’s Daughter) avec lequel elle est lauréate du prix Barry 2018 du meilleur roman.

## Œuvre

### Romans
- Freezing Point (2008)
- Boiling Point (2010)
- The Killing (2014)
- The Marsh King’s Daughter (2017)
  - La Fille du roi des marais, Éditions Jean-Claude Lattès (2018)  (ISBN 978-2-7096-5921-5)
- The Wicked Sister (2020)

### Nouvelle
- Calling the Shots dans l'anthologie First Thrills: High-Octane Stories from the Hottest Thriller Authors

## Prix et distinctions

### Prix
- Library Journal's Best Books of 2017 pour The Marsh King’s Daughter[1]
- Suspense Magazine Crimson Scribe Award 2017 pour The Marsh King’s Daughter[2]
- Prix Barry 2018 du meilleur roman pour The Marsh King’s Daughter[3]

### Nominations
- Prix Hammett 2017 pour The Marsh King’s Daughter[4]
- Prix Macavity 2018 du meilleur roman pour The Marsh King’s Daughter[5]

## Adaptations cinématographiques de son oeuvre
- 2023 : The Marsh King's Daughter de Neil Burger, d'après La Fille du roi des marais